# Ekorrån

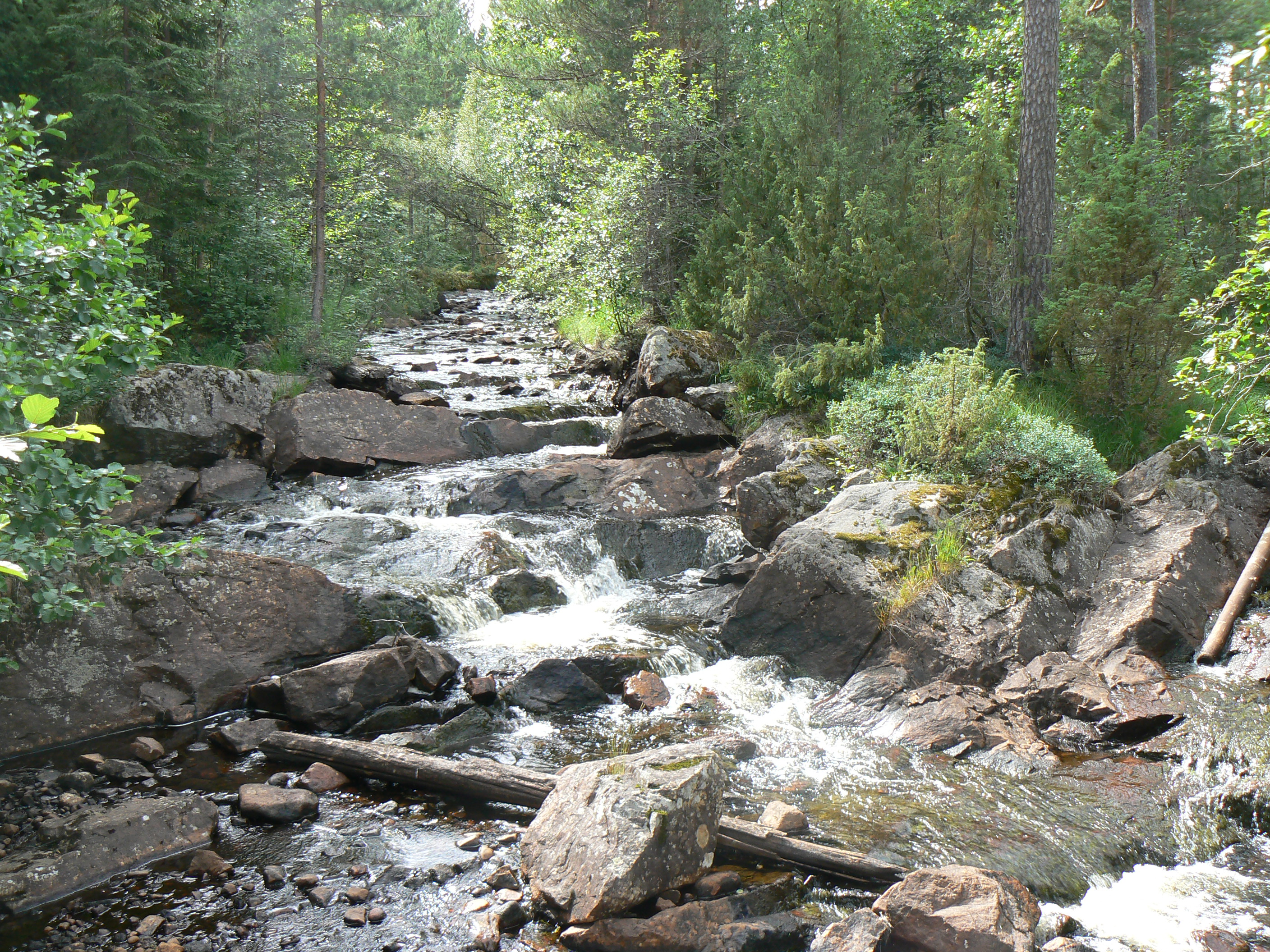
Ekorrån.

Ekorrån är en å i skogarna väster om Siljan. Ån, som inte är mycket mer än en stor bäck, får detta namn nedanför Gesundabergets södra sida. Där förenas Rossbergsån med några myravvattnande bäckar. Därifrån rinner den österut och passerar genom Ekorrmyren vid Ekorrbergets södra fot, där Smisbäcken ansluter. Så småningom når den Mångsjön, precis vid Mångåns utlopp därur, och är således en biflod till den senare ån, vilken mynnar i Siljan några kilometer söder om Gesunda. Någon kilometer ovanför utloppet i Mångsjön är Ekorrån på en sträcka av något hundratal meter delad i två separata flöden.